# Kanton Rocroi
Rocroi is een kanton van het Franse departement Ardennes. Het kanton maakt deel uit van het arrondissement Charleville-Mézières.

## Gemeenten
Het kanton Rocroi omvatte tot 2014 de volgende 14 gemeenten:
- Blombay
- Bourg-Fidèle
- Le Châtelet-sur-Sormonne
- Chilly
- Étalle
- Gué-d'Hossus
- Laval-Morency
- Maubert-Fontaine
- Regniowez
- Rimogne
- Rocroi (hoofdplaats)
- Sévigny-la-Forêt
- Taillette
- Tremblois-lès-Rocroi

Bij decreet van 21 februari 2014 met uitwerking in maart 2015 werd het kanton uitgebreid tot volgende 33 gemeenten : 
- Auge
- Auvillers-les-Forges
- Blombay
- Bourg-Fidèle
- Brognon
- Le Châtelet-sur-Sormonne
- Chilly
- Étalle
- Éteignières
- Fligny
- Gué-d'Hossus
- Ham-les-Moines
- Harcy
- Laval-Morency
- Lonny
- Maubert-Fontaine
- Murtin-et-Bogny
- La Neuville-aux-Joûtes
- Neuville-lez-Beaulieu
- Neuville-lès-This
- Regniowez
- Remilly-les-Pothées
- Rimogne
- Rocroi
- Saint-Marcel
- Sévigny-la-Forêt
- Signy-le-Petit
- Sormonne
- Sury
- Taillette
- Tarzy
- This
- Tremblois-lès-Rocroi